# Ahmed III
Ahmed III (in turco ottomano: احمد ثالث Aḥmed-i sālis; Istanbul, 30 dicembre 1673 – Istanbul, 1º luglio 1736) fu sultano dell'Impero ottomano dal 1703 al 1730.

## Biografia
Ahmed era uno dei figli di Mehmet IV e salì al trono dopo che il fratello Mustafa II era stato deposto.
A seguito dell'atteggiamento minaccioso della Russia egli intensificò i rapporti con l'Inghilterra.
Nel settembre del 1709 Ahmed dette asilo a Carlo XII di Svezia (ed all'atamano Ivan Mazeppa suo alleato) dopo la sconfitta subita da questi ultimi a Poltava (29 giugno 1709). Costretto anche per questo alla guerra contro la Russia, giunse ad una vittoria decisiva contro l'avversario costringendo Pietro il Grande a firmare il 23 luglio 1711 la pace del Prut con la quale l'Impero ottomano ottenne la restituzione della fortezza di Azov e l'impegno della Russia a non interferire più nelle vicende interne della Polonia.
Nel 1715 Ahmed sottrasse alla Repubblica di Venezia la Morea, nella penisola greca del Peloponneso. Ciò portò alle ostilità contro l'Austria, che di Venezia era alleata. I turchi guidati dal Gran visir Damad Alì, si avvicinarono con un esercito di oltre 100.000 uomini alle postazioni del principe Eugenio di Savoia, comandante delle truppe austriache, nei pressi di Petervaradino e cominciano l'accerchiamento ma il 5 agosto 1716 furono sconfitti pesantemente. Nel resto dell'anno i Turchi persero il Banato e la fortezza di Temesvar (14 ottobre 1716).
L'anno successivo, il 16 agosto 1717, sempre per opera del principe Eugenio, Belgrado cadde in mano austriaca. Il 2 luglio 1718 venne firmata la pace di Passarowitz, con la quale l'Austria ottenne, a spese dell'impero ottomano, il Banato, Belgrado e la Serbia settentrionale, la Valacchia ed altri territori circostanti ma l'Impero Ottomano riuscì a conservare la Morea.
Una successiva guerra contro la Persia condusse all'occupazione di una parte di nuovi territori ma una rivolta dei giannizzeri, guidata dall'albanese Patrona Halil, che incitarono la popolazione a ribellarsi contro il sovrano in nome delle tradizioni ottomane, portò nel 1730 alla deposizione di Ahmed, sostituito dal nipote Mahmud I (1696 – 1754), nel cui palazzo Ahmed fu confinato fino alla sua morte.

## Ahmed e le riforme

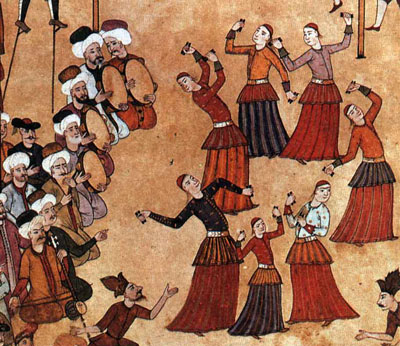
Illustrazione dal Surname-i Vehbi, un libro sui festeggiamenti per la circoncisione di tre figli del Sultano. (XVIII sec.)

Ahmed tentò di attuare riforme che avrebbero portato l'Impero ad un livello culturale ed amministrativo molto vicino a quello delle potenze europee. Favorì la presenza di insegnanti di filosofia e di scienza provenienti dall'Europa. Nell'ambiente Ottomano, questo tentativo di riforma fu noto come "periodo dei tulipani", dal nome del fiore importato dall'Olanda la cui moda era divenuta popolare presso le élite turche, e che simboleggiava lo sforzo di occidentalizzazione promosso dal sultano.
Egli inviò i suoi ambasciatori nei più vivaci centri di cultura europei affinché apprendessero e riportassero nell'Impero le nuove dottrine umanistiche e scientifiche che andavano diffondendosi in quel periodo. Furono inoltre costruite numerose biblioteche in tutto l'Impero, fra cui una nello stesso palazzo di Topkapı, che ancora oggi porta il nome di Ahmed III.
Nel 1727 Ahmed acconsentì all'installazione della prima tipografia, essendo stato fino ad allora vietata, nell'impero ottomano, la stampa. La riforma dell'esercito fu invece affidata al generale francese Claude Alexandre, conte di Bonneval, che, dopo aver combattuto sia per la Francia che per l'Austria, offrì i suoi servigi ad Ahmed III che accettò, lo nominò pascià e gli affidò l'incarico di riformare l'esercito, in particolare l'artiglieria.
Questo breve tentativo di recupero dell'antico splendore dell'Impero fu ben presto ostacolato dai Giannizzeri, che vedevano in questo sforzo di modernizzazione un pericolo per la loro privilegiata posizione amministrativa e gerarchica.

## Famiglia
Ahmed III è noto per essere il sultano con la famiglia più numerosa della dinastia ottomana. La governante del suo harem era Dilhayat Kalfa, nota per essere una delle più grandi compositrici turche della prima età moderna.

### Consorti
Ahmed III aveva almeno ventuno consorti:
- Emetullah Banu Kadın. BaşKadin (prima consorte) e sua prima concubina, era madre della primogenita, Fatma Sultan. Era la consorte più amata da Ahmed, che le dedicò una moschea, una scuola e una fontana. Molto devota e attiva nella beneficenza, morì nel 1740 a Palazzo Vecchio.
- Emine Mihrişah Kadın. Fu madre di quattro figli fra cui Mustafa III, 26º Sultano dell'Impero ottomano, ma premorì all'ascesa del figlio e quindi non fu mai Valide Sultan. Morì nell'aprile 1732. Suo figlio costruì una moschea in suo onore a Üsküdar.
- Rabia Şermi Kadın. Fu madre di Abdülhamid I, 27º Sultano dell'Impero ottomano, ma premorì all'ascesa del figlio e quindi non fu mai Valide Sultan. Nel 1728 le venne dedicata una fontana a Üsküdar. Morì nel 1732. Suo figlio costruì una moschea in suo onore.
- Ayşe Mihri Behri Kadın. Prima di diventare una consorte, era tesoriera dell'harem.
- Hatem Kadın. Madre di due gemelli, morì nel 1772 e fu sepolta nel cimitero di Eyüp.
- Emine Musli Kadın. Chiamata anche Muslıhe Kadın, Muslu Kadin o Musalli Kadın. Madre di due figlie, morì nel 1750 e fu sepolta con loro nella Yeni Cami.
- Rukiye Kadın. Madre di una figlia e un figlio, costruì una fontana vicino alla Yeni Cami. Morì dopo il 1738 e venne sepolta con sua figlia nella Yeni Cami.
- Fatma Hümaşah Kadın. Morì nel 1732 e venne sepolta dalla Yeni Cami.
- Gülneş Kadın. Chiamata anche Gülnuş Kadın. Elencata in un documento che nomina le consorti esiliate a Palazzo Vecchio dopo la deposizione di Ahmed III i cui gioielli furono confiscati. Morì dopo il 1730.
- Hürrem Kadın. Elencata in un documento che nomina le consorti esiliate a Palazzo Vecchio dopo la deposizione di Ahmed III i cui gioielli furono confiscati. Morì dopo il 1730.
- Meyli Kadın. Elencata in un documento che nomina le consorti esiliate a Palazzo Vecchio dopo la deposizione di Ahmed III i cui gioielli furono confiscati. Morì dopo il 1730.
- Hatice Kadın. Morì nel 1722 e venne sepolta nella Yeni Cami.
- Nazife Kadın. Elencata in un documento che nomina le consorti esiliate a Palazzo Vecchio dopo la deposizione di Ahmed III i cui gioielli furono confiscati. Morì dopo il 1730, forse il 29 dicembre 1764[9].
- Nejat Kadın. Elencata in un documento che nomina le consorti esiliate a Palazzo Vecchio dopo la deposizione di Ahmed III i cui gioielli furono confiscati. Morì dopo il 1730.
- Sadık Kadın. Chiamata anche Sadıka Kadin. Elencata in un documento che nomina le consorti esiliate a Palazzo Vecchio dopo la deposizione di Ahmed III i cui gioielli furono confiscati. Morì dopo il 1730.
- Hüsnüşah Kadın. Morì nel 1733 e venne sepolta nella Yeni Cami.
- Şahin Kadın. Morì nel 1732 e venne sepolta nella Yeni Cami.
- Ümmügülsüm Kadın. Morì nel 1768 e venne sepolta nella Yeni Cami.
- Zeyneb Kadın. Madre di una figlia, morì nel 1757 e venne sepolta dalla Yeni Cami.
- Hanife Kadın. Madre di una figlia, morì nel 1750 e venne sepolta nella Yeni Cami.
- Şayeste Hanim. BaşIkbal. Morì nel 1722 e venne sepolta dalla Yeni Cami.

### Figli
Ahmed III aveva almeno ventuno figli, tutti sepolti, a parte i due che divennero Sultano, nella Yeni Cami:
- Şehzade Mehmed (24 novembre 1705 - 30 luglio 1706).
- Şehzade Isa (23 febbraio 1706 - 14 maggio 1706).
- Şehzade Ali (18 giugno 1706 - 12 settembre 1706).
- Şehzade Selim (29 agosto 1706 - 15 aprile 1708).
- Şehzade Murad (17 novembre 1707 - 1707).
- Şehzade Murad (25 gennaio 1708 - 1 aprile 1708).
- Şehzade Abdülmecid (12 dicembre 1709 - 18 marzo 1710). Gemello di Şehzade Abdülmelek.
- Şehzade Abdülmelek (12 dicembre 1709 - 7 marzo 1711). Gemello di Şehzade Abdülmecid.
- Şehzade Süleyman (25 agosto 1710 - 11 ottobre 1732) - con Mihrişah Kadin. Morì nel Kafes dopo due anni di reclusione.
- Şehzade Mehmed (8 ottobre 1712 - 15 luglio 1713).
- Şehzade Selim (21 marzo 1715 - febbraio 1718) - con Hatem Kadın. Gemello di Saliha Sultan.
- Şehzade Mehmed (2 gennaio 1717 - 2 gennaio 1756) - con Rukiye Kadın. Morì nel Kafes dopo ventisei anni di reclusione.
- Mustafa III (28 gennaio 1717 - 21 gennaio 1774) - con Mihrişah Kadin. Divenne 26º Sultano dell'Impero ottomano dopo ventisette anni di reclusione nel Kafes.
- Şehzade Bayezid (4 ottobre 1718 - 24 gennaio 1771) - con Mihrişah Kadin. Morì nel Kafes dopo quarantuno anni di reclusione.
- Şehzade Abdüllah (18 dicembre 1719 - 19 dicembre 1719).
- Şehzade Ibrahim (12 settembre 1720 - 16 marzo 1721).
- Şehzade Numan (22 febbraio 1723 - 29 dicembre 1764). Morì nel Kafes dopo trentaquattro anni di reclusione.
- Abdülhamid I (20 marzo 1725 - 7 aprile 1789) - con Rabia Şermi Kadın. Divenne 27º Sultano dell'Impero ottomano dopo quarantaquattro anni di reclusione nel Kafes.
- Şehzade Seyfeddin (3 febbraio 1728 - 1732) - con Mihrişah Kadin. Morì nel Kafes dopo due anni di reclusione.
- Şehzade Mahmud (? - 22 dicembre 1756). Morì nel Kafes dopo ventisei anni di reclusione.
- Şehzade Hasan (? - ?). Probabilmente morì nel Kafes.

### Figlie
Ahmed III aveva almeno trentasei figlie:
- Fatma Sultan (22 settembre 1704 - maggio 1733) - con Emetullah Kadın[10]. Figlia prediletta del padre. Si sposò due volte e ebbe due figli e due figlie. Lei e il suo secondo marito furono il vero potere durante l'Era dei Tulipani. Cadde in disgrazia dopo la rivolta Patrona Halil e venne confinata nel Palazzo di Çırağan, dopo la confisca dei suoi beni, e morì tre anni dopo.
- Ayşe Sultan (? - 1706). Venne sepolta nella Yeni Cami.
- Mihrimah Sultan (17 giugno 1706 - ?). Morì bambina e venne sepolta nella Yeni Cami.
- Hatice Sultan (21 gennaio 1707  - 22 gennaio 1708). Sepolta nel mausoleo Turhan Sultan nella Yeni Cami.
- Rukiye Sultan (3 marzo 1707 - 29 agosto 1707). Venne sepolta nella Yeni Cami.
- Ümmügülsüm Sultan (11 febbraio 1708 - 28 novembre 1732). Gemella di Zeynep Sultan. Si sposò una volta ed ebbe quattro figli e una figlia.
- Zeynep Sultan (11 febbraio 1708 - 5 novembre 1708). Gemella di Ümmügülsüm Sultan. Venne sepolta nella Yeni Cami.
- Zeynep Sultan (5 gennaio 1710 - luglio 1710). Sepolta nella Yeni Cami.
- Hatice Sultan (8 febbraio 1710 - 1710, prima di settembre). Venne sepolta nel mausoleo Turhan Sultan nella Yeni Cami.
- Hatice Sultan (27 settembre 1710 - 1738) - con Rukiye Kadın. Si sposò due volte ed ebbe un figlio.
- Emine Sultan (1711 - 1720). Venne sepolta nella Yeni Cami.
- Atike Sultan (29 febbraio 1712 - 2 aprile 1737). Si sposò una volta ed ebbe un figlio.
- Rukiye Sultan (7 marzo 1713 - ottobre 1715). Sepolta nel mausoleo Turhan Sultan nella Yeni Cami.
- Zeynep Asima Sultan (8 aprile 1714 - 25 marzo 1774). Si sposò due volte ed ebbe un figlio.
- Saliha Sultan (21 marzo 1715 - 11 ottobre 1778) - con Hatem Kadın. Gemella di Şehzade Selim. Si sposò cinque volte ed ebbe un figlio e quattro figlie.
- Ayşe Sultan (10 ottobre 1715 - 9 luglio 1775) - con Musli Kadın. Soprannominata Küçük Ayşe (ovvero Ayşe la minore) per distinguerla dalla cugina Ayşe la maggiore, figlia di Mustafa II. Si sposò tre volte ed ebbe una figlia.
- Ferdane Sultan (? - 1718). Morì bambina. Venne sepolta nella Yeni Cami.
- Reyhane Sultan (1718 - 1729). Chiamata anche Reyhan Sultan o Rihane Sultan. Venne sepolta nella Yeni Cami.
- Ümmüseleme Sultan (? - 1719). Chiamata anche Ümmüselma Sultan. Morì bambina e fu sepolta nella Yeni Cami.
- Rabia Sultan (19 novembre 1719 - prima del 1727). Venne sepolta nella Yeni Cami.
- Emetullah Sultan (1719 - 1723) Chiamata anche Ümmetullah Sultan. Venne sepolta nella Yeni Cami.
- Rukiye Sultan (? - 1720). Morì bambina e fu sepolta nella Yeni Cami.
- Beyhan Sultan (? - 1720). Morì bambina e fu sepolta nella Yeni Cami.
- Emetullah Sultan (17 settembre 1723 - 28 gennaio 1724). Venne sepolta nella Yeni Cami.
- Emine Sultan (fine 1723/inizio 1724 - 1732). Venne sepolta nella Yeni Cami.
- Nazife Sultan (maggio 1723/1725 - prima del 1730 o 29 dicembre 1764). Eccezionalmente, non si sposò mai, molto probabilmente perché era cronicamente malata o aveva problemi fisici e/o mentali. Visse in reclusione nel Palazzo Vecchio per tutta la vita. Tuttavia, secondo altri storici, in realtà morì bambina e la Nazife che morì a Palazzo Vecchio nel 1764 era invece una delle consorti di Ahmed III con lo stesso nome, Nazife Kadin.
- Ümmüselene Sultan (12 ottobre 1724 - 5 dicembre 1732). Venne sepolta nella Yeni Cami.
- Naile Sultan (15 dicembre 1725 - ottobre 1727). Venne sepolta nella Yeni Cami.
- Esma Sultan (14 marzo 1726 - 13 agosto 1788) - con Hanife Kadın o Zeyneb Kadın. Soprannominata Büyük Esma (ovvero Esma la maggiore) per distinguerla da sua nipote Esma la minore, figlia di Abdülhamid I. Si sposò tre volte ed ebbe una figlia.
- Sabiha Sultan (19 dicembre 1726 - 27 dicembre 1726). Fu sepolta nella Yeni Cami.
- Rabia Sultan (28 ottobre 1727 - 4 aprile 1728). Chiamata anche Rebia Sultan. Venne sepolta nella Yeni Cami.
- Zübeyde Sultan (28 marzo 1728 - 4 giugno 1756) - con Musli Kadın. Si sposò due volte.
- Ümmi Sultan (? - 1729). Chiamata anche Ümmügülsüm Sultan. Fu sepolta nella Yeni Cami.
- Ümmühabibe Sultan (? - 1730). Fu sepolta nella Yeni Cami.
- Akile Sultan (? - 1737). Fu sepolta nella Yeni Cami.
- Ümmi Sultan (1730 - 1742). Chiamata anche Ümmügülsüm Sultan. Fu sepolta nella Yeni Cami.

## Morte
Ahmed visse nel Kafes del Palazzo di Topkapı per sei anni dopo la sua deposizione, dove si ammalò e morì il 1 ° luglio 1736. Fu sepolto nella tomba di sua nonna nel Mausoleo di Turhan Sultan nella Yeni Cami, Istanbul, a Eminönü a Istanbul.